# Amblimont
Amblimont – miejscowość i dawna gmina we Francji, w regionie Grand Est, w departamencie Ardeny. W dniu 1 stycznia 2016 roku z połączenia dwóch ówczesnych gmin – Mouzon oraz Amblimont – powstała nowa gmina Mouzon. W 2013 roku populacja Amblimont wynosiła 192 mieszkańców. 